# Evipe
Evipe (en grec antic Εὐίππη) va ser, segons la mitologia grega, la filla de Tirimmas, rei d'Epir. Aquest personatge el coneixem a través d'una tragèdia perduda de Sòfocles referida a Odisseu.
Després d'haver mort els pretendents, Odisseu va anar a l'Epir per consultar l'oracle. Allà el va rebre el rei del país, Tirimmas, que l'acollí. però Odisseu no va fer honor a l'hospitalitat rebuda i va seduir la filla del rei, Evipe. D'ella va tenir un fill, Euríal, o Leontòfron, segons algunes versions. Quan Euríal es va fer gran, Evipe el va enviar a Ítaca amb unes tauletes on hi havia escrits "senyals de reconeixement" perquè el noi fos identificat pel seu pare. Però quan Euríal va arribar a Ítaca, Odisseu n'era absent. Penèlope, que coneixia els embolics d'Odisseu amb Evipe, quan va tornar el seu marit el va convèncer de que matés Euríal, amb l'excusa de que havia vingut a l'illa per preparar una conspiració i amb la intenció d'assassinar-lo. Sense reflexionar, Odisseu va matar Euríal amb les seves pròpies mans.